# 蔡東纂
蔡東纂（T. T. Tsay）是台灣國立中興大學農學院植物病理學系的教授，有「農業神醫」的美譽，所發明的「蔡18菌」，利用益生菌幫助老樹回復生機。專長於線蟲動物的分類，設有線蟲植物實驗室，並建有網站提供相關資訊的參考文獻。

## 外部連結
- 蔡東纂履歷
- YouTube上的蔡東纂教授訪談